# Arcoscalpellum weltneri
Arcoscalpellum weltneri är en kräftdjursart som först beskrevs av Jean Abel Gruvel 1907.  Arcoscalpellum weltneri ingår i släktet Arcoscalpellum och familjen Scalpellidae. Inga underarter finns listade i Catalogue of Life.